# آرون اسکلتون
آرون اسکلتون (انگلیسی: Aaron Skelton؛ زادهٔ ۲۲ نوامبر ۱۹۷۴) بازیکن فوتبال اهل بریتانیا است.
از باشگاه‌هایی که در آن بازی کرده‌است می‌توان به باشگاه فوتبال هاوانت و واترلوویل، باشگاه فوتبال پول تاون، باشگاه فوتبال لوتون تاون، و باشگاه فوتبال کولچستر یونایتد اشاره کرد.